# Лянцкоронский, Францишек
Францишек Лянцкоронский (ок. 1655—1716) — польский магнат, подполковник королевский и староста будзишовский (с 1679), стопницкий (с 1683) и бохненский (с 1703), подкоморий краковский (1698—1706, 1709—1716), воевода краковский (1706—1709).

## Биография
Представитель польского магнатского рода Лянцкоронских герба «Задора». Старший сын Пакослава Казимира Лянцкоронского (ум. 1702), королевского дворянина и полковника, затем ксендза, и Анны Дембинской (ум. 1681). Младший брат — дворянин королевский Самуил Казимир Лянцкоронский (ум. 1689).
В 1663 году во главе казацкой хоругви участвовал в разгроме турецкой армии в битве под Хотином. В 1674 году Франтишек Лянцкоронский подписал избрание (элекцию) Яна Собеского на польский королевский престол.
В 1683 году в чине подполковника пехотного полка генерал-майора Ильяша Яна Лаского участвовал в битвах под Веной и Парканами. 10 февраля 1683 года он был тяжело ранен в ногу, которую пришлось ампутировать. Несмотря на потерю ноги, 1 февраля 1685 года Францишек Лянцкоронский принял командование над полком курляндского герцога Фридриха Казимира Кетлера.
За свои воинские заслуги Францишек Лянцкоронский получил во владение староств будзишовское (1679) и стопницкое (1683). В 1696 году стал конфедеративным судьей в Краковском воеводстве, а в 1698 года краковская шляхта избрала его подкоморием (камергером).
Его панцирная хоругвь участвовал в битве под Клишовом в 1702 году в составе конного полка под командованием гетмана великого коронного Иеронима Любомирского. За военные заслуги польский сейм выделил ему премию в размере 50 000 польских злотых. В 1699 и 1703 годах дважды назначался сеймовым комиссаром на переговорах с Бранденбургом о судьбе Эльблонга.
В 1704 году Францишек Лянцкоронский стал членом Сандомирской конфедерации, созданной сторонниками Августа Сильного и противника ми Швеции. Как представитель Августа Сильного в качестве комиссара участвовал в 1705 году в переговорах со Швецией. В 1706 году поддержал кандидатуру Станислава Лещинского, который пережал ему должность воеводы краковского. В 1709 году после поражения и изгнания Станислава Лещинского Францишек Лянцкоронский отказался от должности и вернулся на должность подкомория краковского.
Францишек Лянцкоронский являлся богатым магнатом-землевладельцем. Кроме стопницкого и скальского староств, ему принадлежали Бохня и Величка, а а также доходы от соляных промыслов. От отца он унаследовал Водзиславский ключ.
В апреле 1716 года перед смертью тяжело больной Францишек Лянцкоронский в своём письме к гетману великому коронному Адаму Николаю Сенявскому попросил его стать опекуном его сыновей.

## Семья и дети
Был женат на Ядвиге Морштын, от брака с которой имел двух сыновей:
- Вавржинец Лянцкоронский (ум. 1751), ротмистр панцирной хоругви (1729), староста стопницкий
- Юзеф Лянцкоронский (ок. 1692—1720), староста стопницкий

## Биография
- S. Cynarski, Dzieje rodu Lanckorońskich z Brzezia od XIV do XVIII wieku. Sprawy kariery urzędniczej i awansu majątkowego, PWN, Warszawa-Kraków 1996, s. 174—177.